# Indigastrum parviflorum
Indigastrum parviflorum är en ärtväxtart som först beskrevs av Robert Wight och George Arnott Walker Arnott, och fick sitt nu gällande namn av Brian David Schrire. Indigastrum parviflorum ingår i släktet Indigastrum och familjen ärtväxter. Utöver nominatformen finns också underarten I. p. parviflorum.